# Jacques Ledel
Jacques Ledel, hispanizado Jacques de Liaño, lexicógrafo, traductor e hispanista francés del siglo XVI.
Fue miembro del séquito de la reina Isabel de Valois, la quinta esposa de Felipe II. Tradujo a un español correcto la Chrónica y Vida del Rey Sant Luis de Francia de Joinville (hay edición paleográfica moderna, estudio y notas por María Latorre Rodríguez, Granada: Adhara, 1996). También compuso un Vocabulario de los vocablos que más comúnmente se suelen usar. Puestos por orden del abecedario, en francés, y su declaración en español (Alcalá de Henares: Pedro de Robles et Francisco de Cormellas, 1565), del que existe edición crítica de los profesores Fidel Corcuera y Antonio Gaspar (Zaragoza, 1999). Se trata de un breve repertorio de mil quinientas palabras destinado al ámbito cortesano y no conoció gran éxito, pero su importancia deriva de ser la primera recopilación lexicográfica francés-español, anterior en una treintena de años a los más serios intentos de César Oudin y otros.
- Datos: Q5924680